# サッカーアメリカ領ヴァージン諸島代表
サッカーアメリカ領ヴァージン諸島代表（サッカーアメリカりょうヴァージンしょとうだいひょう、United States Virgin Islands national soccer team）は、アメリカ領ヴァージン諸島サッカー連盟（USVISA）によって編成される、アメリカ領ヴァージン諸島におけるサッカーのナショナルチームである。同代表は世界最弱チームの一つで、FIFAランキングでは200位前後に位置している。ホームスタジアムはシャーロット・アマリーにあるライオネル・ロバーツ・パーク。

## FIFAワールドカップ
USVISA設立（1992年）以降について記載
- 1994 - 不参加
- 1998 - 不参加
- 2002 - 予選敗退
- 2006 - 予選敗退
- 2010 - 予選敗退
- 2014 - 予選敗退
- 2018 - 予選敗退

## CONCACAFゴールドカップ
USVISA設立（1992年）以降について記載
- 1993 - 不参加
- 1996 - 不参加
- 1998 - 不参加
- 2000 - 予選敗退
- 2002 - 予選敗退
- 2003 - 予選敗退

- 2003 - 予選敗退
- 2005 - 予選敗退
- 2007 - 予選敗退
- 2009 - 不参加
- 2011 - 予選敗退
- 2013 - 予選敗退

## カリビアンカップの成績
| 開催年 | 結果     | 試合     | 勝利     | 引分     | 敗戦     | 得点     | 失点     |
| ------ | -------- | -------- | -------- | -------- | -------- | -------- | -------- |
| 1989   | 不参加   | 不参加   | 不参加   | 不参加   | 不参加   | 不参加   | 不参加   |
| 1990   | 不参加   | 不参加   | 不参加   | 不参加   | 不参加   | 不参加   | 不参加   |
| 1991   | 不参加   | 不参加   | 不参加   | 不参加   | 不参加   | 不参加   | 不参加   |
| 1992   | 不参加   | 不参加   | 不参加   | 不参加   | 不参加   | 不参加   | 不参加   |
| 1993   | 不参加   | 不参加   | 不参加   | 不参加   | 不参加   | 不参加   | 不参加   |
| 1994   | 不参加   | 不参加   | 不参加   | 不参加   | 不参加   | 不参加   | 不参加   |
| 1995   | 不参加   | 不参加   | 不参加   | 不参加   | 不参加   | 不参加   | 不参加   |
| 1996   | 不参加   | 不参加   | 不参加   | 不参加   | 不参加   | 不参加   | 不参加   |
| 1997   | 不参加   | 不参加   | 不参加   | 不参加   | 不参加   | 不参加   | 不参加   |
| 1998   | 棄権     | 棄権     | 棄権     | 棄権     | 棄権     | 棄権     | 棄権     |
| 1999   | 予選敗退 | 予選敗退 | 予選敗退 | 予選敗退 | 予選敗退 | 予選敗退 | 予選敗退 |
| 2001   | 予選敗退 | 予選敗退 | 予選敗退 | 予選敗退 | 予選敗退 | 予選敗退 | 予選敗退 |
| 2005   | 予選敗退 | 予選敗退 | 予選敗退 | 予選敗退 | 予選敗退 | 予選敗退 | 予選敗退 |
| 2007   | 予選敗退 | 予選敗退 | 予選敗退 | 予選敗退 | 予選敗退 | 予選敗退 | 予選敗退 |
| 2008   | 不参加   | 不参加   | 不参加   | 不参加   | 不参加   | 不参加   | 不参加   |
| 2010   | 不参加   | 不参加   | 不参加   | 不参加   | 不参加   | 不参加   | 不参加   |
| 2012   | 不参加   | 不参加   | 不参加   | 不参加   | 不参加   | 不参加   | 不参加   |
| 2014   | 予選敗退 | 予選敗退 | 予選敗退 | 予選敗退 | 予選敗退 | 予選敗退 | 予選敗退 |
| 合計   | 0/18     |          |          |          |          |          |          |

## 歴代監督
- Paul Inurie 2000
- Francisco Williams Ramírez 2004
- Carlton Freeman 2004
- クレイグ・マーティン

## 歴代選手
GK
- ディラン・ラモス
- ジョセフ・ウィーラン

DF
- カルメロ・ロドリゲス
- キダニエル・ペレス
- ザーマイア・ハリス
- ジェット・ブラシュカ

MF
- マシュー・ロス
- ラビ・アブダラー
- オービン・アテマゼン
- デイヴ・バルボア
- ジムソン・セントルイス

FW
- ジュリウス・ブラウン
- ガブリエル・カトーネ・ハイフィールド
- ラキーム・ジョセフ
- ジェイミー・ブラウン
- ディラン・ベリー
- ナクワン・ヘンリー
- ハサニー・エドガー
- テレンス・ジョーンズ・ジュニア